# Гирковский сельсовет
Гирковский сельсовет — административная единица на территории Вороновского района Гродненской области Республики Беларусь. Административный центр — агрогородок Гирки.

## Состав
Гирковский сельсовет включает 15 населённых пунктов:
- Высокие — хутор.
- Гирки — агрогородок.
- Дубинцы — деревня.
- Клайши — деревня.
- Корговды — деревня.
- Кули — деревня.
- Лелюши — деревня.
- Лелянцы — деревня.
- Липкунцы — деревня.
- Лунки — деревня.
- Новики — деревня.
- Палашки — деревня.
- Слободка — деревня.
- Солтанишки — деревня.
- Толтишки — деревня.

## Культура
- Этнографический музей "Спадчына" в д. Клайши